# Mimepuraecha celebensis
Mimepuraecha celebensis là một loài bọ cánh cứng trong họ Cerambycidae.